# The Breakfast Show

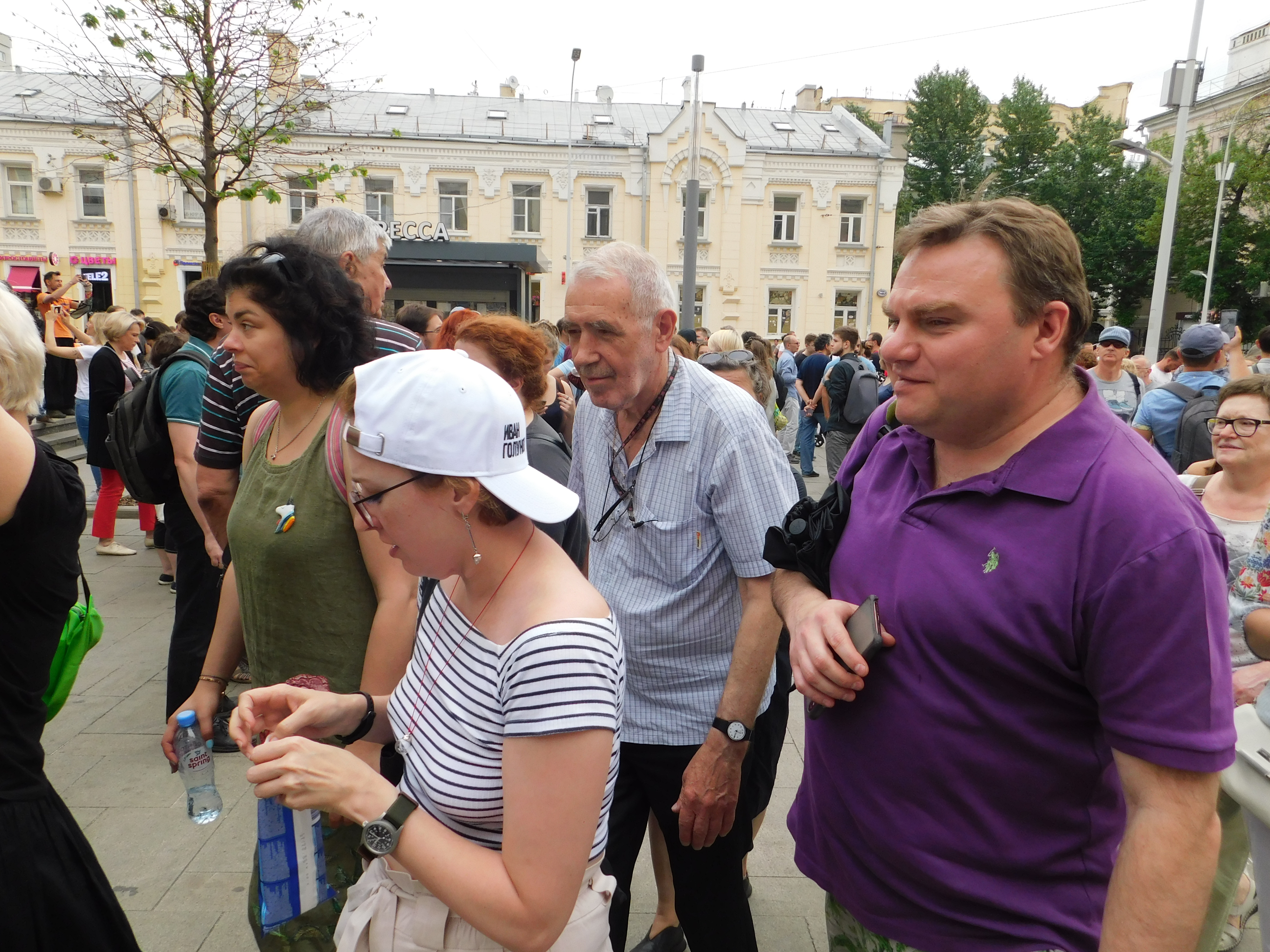
Ведущие Татьяна Фельгенгауэр и Александр Плющев на марше против дела Ивана Голунова (Москва, 2019 год)

«The Breakfast Show» (TBS; с англ. — «Утреннее шоу») — русскоязычный новостной и общественно-политический YouTube-канал под руководством журналиста Александра Плющева.
«The Breakfast Show» приобрёл популярность благодаря выступлениям экспертов по различным темам. На канале регулярно появляются военные аналитики, такие как Юрий Фёдоров и Руслан Левиев. Программы канала входят в сетку вещания издания «Эхо». Кроме того, у канала есть своё мобильное приложение «TBS Radio», где, помимо собственных программ, транслируются передачи «Эха», «Медиазоны» и других проектов.
По словам ведущей Татьяны Фельгенгауэр, это шоу — единственный шанс честно поговорить о войне, потому что пропаганда пытается создать ощущение, будто ты совершенно одинок, если выступаешь против.

## История
С 2006 по 2022 год канал был личным аккаунтом Александра Плющева. После закрытия радиостанции «Эхо Москвы» и переезда Плющева в Литву он начал вести утреннюю программу «The Breakfast Show». В апреле 2024 года канал был переименован в «The Breakfast Show».

## Финансирование
Канал осуществляет деятельность за счет пожертвований на Бусти и Патреоне, а также за счет монетизации Ютуба.

## Награды
В 2023 году канал получил премию «Профессия — журналист» в номинации «Цифровые каналы».

## Программы

### The Breakfast Show
Основным шоу на канале является одноименное The Breakfast Show. Это утренний ежедневный стрим, на котором ведущие обсуждают новости, текущие общественно-политические события, военную сводку, ситуацию в экономике и прочее. В шоу имеются ежедневные и еженедельные рубрики.
Ежедневные:
- выпуски новостей, которые читает Юлия Панкратова;
- военный обзор от Юрия Федорова;
- отъезд кукухи.

Еженедельные:
- фантастические TVари – обзор российской пропаганды от Люси Грин;
- обзор политических тик-токов;
- кукухня.

Ведущими данного шоу являются:
- Александр Плющев
- Нино Росебашвили (покинула проект; последний эфир состоялся 14 мая 2024 г.)
- Татьяна Фельгенгауэр
- Максим Поляков
- Александра Филиппенко
- Ольга Романова (с 24 июня 2024 г.)

### Экономический смысл с Олегом Ицхоки
Еженедельная рубрика с профессором экономики Калифорнийского университета в Лос-Анджелесе Олегом Ицхоки.

### The Стрим
Пятничный ночной стрим Александра Плющева, который часто ведет с приглашенным гостем.

### Ключевые события
Пятничное шоу, в котором приглашенные эксперты, журналисты, политики и общественно-политические деятели обсуждают ключевые события недели. Ведущая Татьяна Фельгенгауэр. Экспертами в шоу были, в частности, Владимир Милов, Сергей Смирнов, Константин Эггерт, Ольга Романова, Георгий Албуров и многие другие.

### Точка
Воскресное шоу, посвященное обсуждению с экспертами из отрасли технологических новостей за неделю. Ведущие Александр Плющев и Денис Альшанов. Приглашенные эксперты:
- Григорий Бакунов
- Михаил Климарёв
- Аскар Туганбаев
- Павел Кушелев
- Михаил Гуревич
- Иван Ямщиков

### Classic news
Обсуждение событий недели сквозь призму литературы. Гость Дмитрий Быков, ведущий Александр Плющев.

### Идём по звёздам
Интервью с ведущими политиками, учёными, бизнесменам и мыслителями. На август 2025 года, опубликованы интервью с: Олегом Тиньковым, Борисом Зиминым, Михаилом Ходорковским, Марией Машковой, Сергеем Гуриевым, Александром Бауновым, Борисом Гребенщиковым, Евгением Чичваркиным, Андреем Баумейстером, Владимиром Пастуховым, Марком Фейгиным, Станиславом Белковским, Любовью Соболь, Дмитрием Потапенко, Михаилом Касьяновым, Сергеем Алексашенко, Дмитрием Быковым, Владимиром Ашурковым, Иваном Куриллой, Васей Обломовым, Михаилом Лобановым, Ильёй Яшиным и др. 